# Anders Björner
Anders Björner (17 de dezembro de 1947) é um matemático sueco.
Trabalha com combinatória algébrica e topológica. É professor do Instituto Real de Tecnologia.
Björner obteve o doutorado em 1979 na Universidade de Estocolmo, com a tese Studies in homological and combinatorial order theory, orientado por Bernt Lindström.
Foi na década de 1980 professor do Instituto de Tecnologia de Massachusetts.
Em 1983 recebeu o Prêmio George Pólya, juntamente com Paul Seymour. Desde 1999 é membro da Academia Real das Ciências da Suécia.
Foi até 2010 diretor do Instituto Mittag-Leffler e editor do periódico Acta Mathematica.

## Obras
- com Michel Las Vergnas, Bernd Sturmfels, Neil White, Günter Matthias Ziegler Oriented Matroids, Cambridge University Press, 1993, 2. Edição 1999
- com Francesco Brenti Combinatorics of Coxeter Groups, Graduate Texts in Mathematics, Band 231, Springer-Verlag, 2005
- "Topological Methods" in Ronald Graham, Martin Grötschel, László Lovász (Editores) Handbook of Combinatorics, North-Holland, Amsterdam, 1995, S. 1819–1872.
- com Günter Matthias Ziegler: "8 Introduction to greedoids", in Neil White (Editor) Encyclopedia of Mathematics and its Applications, Band 40, Cambridge University Press, 1992, S. 284–357
- com Richard Peter Stanley: A combinatorial miscellany (PDF)